# Іванов Олександр Юлійович
Олександр Юлійович Іванов (нар.. 3 березня 1961, Москва , СРСР) — радянський і російський рок-співак, автор пісень, лідер групи «Рондо», відомий виконавець пісні «Боже, какой пустяк».

## Життєпис

### Дитинство, юність
Народився 3 березня 1961 року в Москві.
Дитинство майбутнього рокера було пов'язано зі спортом. Він 12 років займався дзюдо (має чорний пояс). Проходив службу в лавах Радянської Армії (танкові війська).

### Початок музичної діяльності
Професійно займатися музикою Олександр Іванов розпочав у 1981 році.
Грав у ансамблях «Алло», «Аеропорт», «Кратер», «Монітор».
З 1984 по 1986 роки був керівником молодіжної експериментальної студії у палаці культури «Комуна» при бавовняному комбінаті імені Фрунзе.
В 1986 році на молодіжній експериментальній студії у палаці культури «Комуна» при бавовняному комбінаті імені Фрунзе познайомився з Євгеном Хавтаном, який сказав, що групі «Рондо» потрібен новий соліст.
У 1989 році зняли кліп на пісню «Бледный бармен» («Тоже является частью вселенной»). Пісня стала мегахітом і беззастережною візитною карткою групи «Рондо». Наступний хіт групи «Рондо» — дует з Володимиром Пресняковим-молодшим «Я буду памнить».
У 1992 році група на деякий час змінила свій стиль з лірико-філософського року на підлітковий рокапопс. У такій стилістиці виконані альбоми Kill me with your love і Добро пожаловать в рай.

### Сольна кар'єра
В 1995 році Олександр Іванов познайомився з Сергієм Трофімовим і вирішив виконати кілька ліричних композицій. Пісні «Боже, какой пустяк», «Я постелю тебе под ноги небо» та «Моя неласковая Русь» стали народними хітами.
У 1997 році альбом «Грешной души печаль», вперше підписаний «Олександр Іванов» став лідером продажів. Сингл «Боже, какой пустяк» отримує премію Золотий грамофон і стає особистою «візитною карткою» Іванова. Однак потім творче співробітництво надовго зупинилося. За деякими відомостями, Іванов посварився з Сергієм Трофімовим через фінансові розбіжності.
У 1998 році Іванов залучив до роботи інших авторів, у тому числі Михайла Шелега, написав хіти «Московская осень», «Невский проспект» и «Над колокольнями» (остання увійшла ще в перевидання альбому «Грешной души печаль» (1999)).
Альбом «Когда вырастут крылья», що вийшов в 2000 році, повторив успіх дебюту.
У 2003 році Олександр Іванов приймає рішення відмовитися від бренду «Рондо», тому що його ім'я стало до того часу більш відомим широкій публіці, ніж назва групи. Він остаточно йде в сольну кар'єру, а «Рондо» стає його музичним колективом.
У 2005 року веде програму «С утра постарше» на каналі MTV Росія.
У 2006 році виходить альбом «Пассажир». Основний автор пісень — Олександр Дзюбін.
У 2008 році співак взяв участь у шоу «Суперстар-2008. Команда мрії» на НТВ (від збірної Росії).
У лютому 2011 року Олександр Іванов випускає свій сольний альбом «Это был я». Головним хітом альбому став ремейк Михайла Шелега «Дождь». На пісню вийшов анімаційний кліп. Сам альбом став лідером продажів мережі магазинів «Союз» .
Влітку 2013 року виходить збірник «Пространство (Баллады)», до якої також увійшли раніше не видані пісні «Немного жаль», «Ушедшие мгновения», «Февраль» та «На краю» (автор і перший виконавець якої — Сергій Трофимов).
У січні 2014 року вийшли збірки «Drive» і «Пространство (Романсы)», у 2015 році — сингл «В облаках у водопада» (автор заголовної композиції — Олег Мітяєв) і збірник «Дуэты».
У 2017 році вийшов міні-альбом «Этой весной» з чотирьох нових пісень.

## Суспільна позиція, санкції
2012 року виступив на мітингу на підтримку Володимира Путіна. Згодом підтримав анексію Криму.
Підтримує вторгнення Росії в Україну. В 2022 Іванов у складі групи «Рондо» взяв участь у патріотичному марафоні «Za Росію» та інших заходах на підтримку російського нападу на Україну.
1 червня 2022 року Латвія заборонила Іванову в'їзд у країну через підтримку та виправдання російського вторгнення. 7 січня 2023 року з цієї ж причини внесено до списку санкцій України.
У середині червня 2023 року підтримав і приєднався до пропозиції виплачувати премію російським військовим та цивільним за підбиті танки Leopard українських військових із власних коштів.

## Родина
- 1987—2007 — Перша дружина — Олена Іванова — балетмейстер дитячого хореографічного ансамблю «Барвінок», художній керівник та балетмейстер трупи «Color Ballet»[13].
  - Дочка — Карина Іванова (нар.. 5 травня 1988) — актриса, в червні 2004 року Карина виграла конкурс краси «Міс Московія» і стала Міс Столиця 2004. У 2004 році закінчила середню школу зі срібною медаллю і стала студентка акторського факультету Російської Академії театрального мистецтва ГІТІС.[13]
- Друга дружина (з 2008 року) — Світлана Федоровська.
  - Син — Олександр Іванов (нар.. 2009) і дочка — Світлана Іванова (нар.. 2015)[14].

## Критика
У ряді видань Олександра Іванова звинувачували в зловживанні фонограмою.

## Сольна дискографія
- 1997 — Грешной души печаль (перевидання — 1999, 2006)
- 2000 — Когда вырастут крылья (перевидання — 2006)
- 2006 — Пассажир
- 2008 — Неформат
- 2011 — Это был я
- 2013 — The best
- 2013 — Пространство (Баллады)
- 2013 — Ремиксы
- 2014 — Drive
- 2014 — Пространство (Романсы)
- 2015 — В облаках у водопада (сингл)
- 2015 — Дуэты
- 2017 — Этой весной

## Популярні пісні
- Ночь
- Боже, какой пустяк (премія «Золотой граммофон»)
- В облаках у водопада
- Весенний блюз
- Город ждёт (Соблазн)
- Дождь
- Забытая
- Круги на воде
- Московская осень
- Мотив последней песни
- Моя неласковая Русь
- Нас венчает гроза
- Невский проспект
- Сердце
- Тоже является частью вселенной
- Это был я
- Я буду помнить
- Я зову дождь
- Я постелю тебе под ноги небо
- Я тебя недолюбил